# Miami Open 2019
Il Miami Open 2019, noto anche come Miami Open presented by Itaú per motivi di sponsorizzazione, è stato un torneo di tennis che si è giocato su campi in cemento. È stata la 35ª edizione del Miami Masters, che fa parte della categoria ATP World Tour Masters 1000 nell'ambito dell'ATP Tour 2019, e della categoria Premier Mandatory nell'ambito del WTA Tour 2019. Sia il torneo maschile che quello femminile si sono tenuti all'Hard Rock Stadium di Miami Gardens dal 18 al 31 marzo 2019.

## Partecipanti ATP

### Teste di serie
| Nazionalità | Giocatore             | Ranking* | Testa di serie |
| ----------- | --------------------- | -------- | -------------- |
| Serbia      | Novak Đoković         | 1        | 1              |
| Germania    | Alexander Zverev      | 3        | 2              |
| Austria     | Dominic Thiem         | 4        | 3              |
| Svizzera    | Roger Federer         | 5        | 4              |
| Giappone    | Kei Nishikori         | 6        | 5              |
| Sudafrica   | Kevin Anderson        | 7        | 6              |
| Stati Uniti | John Isner            | 9        | 7              |
| Grecia      | Stefanos Tsitsipas    | 10       | 8              |
| Croazia     | Marin Čilić           | 11       | 9              |
| Russia      | Karen Khachanov       | 12       | 10             |
| Croazia     | Borna Ćorić           | 13       | 11             |
| Canada      | Milos Raonic          | 14       | 12             |
| Russia      | Daniil Medvedev       | 15       | 13             |
| Italia      | Marco Cecchinato      | 16       | 14             |
| Italia      | Fabio Fognini         | 17       | 15             |
| Francia     | Gaël Monfils          | 18       | 16             |
| Georgia     | Nikoloz Basilašvili   | 19       | 17             |
| Belgio      | David Goffin          | 20       | 18             |
| Regno Unito | Kyle Edmund           | 22       | 19             |
| Canada      | Denis Shapovalov      | 23       | 20             |
| Argentina   | Diego Schwartzman     | 24       | 21             |
| Spagna      | Roberto Bautista Agut | 25       | 22             |
| Francia     | Gilles Simon          | 27       | 23             |
| Bulgaria    | Grigor Dimitrov       | 29       | 24             |
| Francia     | Lucas Pouille         | 30       | 25             |
| Argentina   | Guido Pella           | 32       | 26             |
| Australia   | Nick Kyrgios          | 33       | 27             |
| Stati Uniti | Frances Tiafoe        | 34       | 28             |
| Ungheria    | Márton Fucsovics      | 36       | 29             |
| Svizzera    | Stan Wawrinka         | 37       | 30             |
| Stati Uniti | Steve Johnson         | 38       | 31             |
| Australia   | John Millman          | 39       | 32             |

* Ranking al 18 marzo 2019.

### Altri partecipanti
I seguenti giocatori hanno ricevuto una wild card per il tabellone principale:
- Christopher Eubanks
- David Ferrer
- Miomir Kecmanović
- Nicola Kuhn
- Tseng Chun-hsin

Il seguente giocatore è entrato in tabellone grazie al ranking protetto:
- Janko Tipsarević

I seguenti giocatori sono passati dalle qualificazioni:

- Radu Albot
- Félix Auger-Aliassime
- Alexander Bublik
- Pablo Cuevas
- Prajnesh Gunneswaran
- Lukáš Lacko
- Thiago Monteiro
- Reilly Opelka
- Andrey Rublev
- Casper Ruud
- Lorenzo Sonego
- Mikael Ymer

I seguenti giocatori sono entrati nel tabellone principale come lucky loser:
- Daniel Evans
- Lloyd Harris
- Mackenzie McDonald

### Ritiri
Prima del torneo
- Tomáš Berdych → sostituito da  Daniel Evans
- Pablo Carreño Busta → sostituito da  Ernests Gulbis
- Chung Hyeon → sostituito da  Mackenzie McDonald
- Alex de Minaur → sostituito da  Jaume Munar
- Juan Martín del Potro → sostituito da  Janko Tipsarević
- Richard Gasquet → sostituito da  Ilya Ivashka
- Philipp Kohlschreiber → sostituito da  Bernard Tomić
- Gaël Monfils → sostituito da  Lloyd Harris
- Rafael Nadal → sostituito da  Ugo Humbert
- Yoshihito Nishioka → sostituito da  Thomas Fabbiano
- Andreas Seppi → sostituito da  Pablo Andújar
- Fernando Verdasco → sostituito da  Bradley Klahn

Durante il torneo
- Damir Džumhur
- Matthew Ebden
- Nicola Kuhn
- Maximilian Marterer

## Partecipanti WTA

### Teste di serie
| Giocatrice    | Nazionalità              | Ranking* | Testa di serie** |
| ------------- | ------------------------ | -------- | ---------------- |
| Giappone      | Naomi Ōsaka              | 1        | 1                |
| Romania       | Simona Halep             | 3        | 2                |
| Rep. Ceca     | Petra Kvitová            | 2        | 3                |
| Stati Uniti   | Sloane Stephens          | 6        | 4                |
| Rep. Ceca     | Karolína Plíšková        | 7        | 5                |
| Ucraina       | Elina Svitolina          | 5        | 6                |
| Paesi Bassi   | Kiki Bertens             | 8        | 7                |
| Germania      | Angelique Kerber         | 4        | 8                |
| Bielorussia   | Aryna Sabalenka          | 9        | 9                |
| Stati Uniti   | Serena Williams          | 10       | 10               |
| Lettonia      | Anastasija Sevastova     | 12       | 11               |
| Australia     | Ashleigh Barty           | 11       | 12               |
| Danimarca     | Caroline Wozniacki       | 13       | 13               |
| Russia        | Daria Kasatkina          | 22       | 14               |
| Germania      | Julia Görges             | 15       | 15               |
| Belgio        | Elise Mertens            | 14       | 16               |
| Stati Uniti   | Madison Keys             | 16       | 17               |
| Cina          | Wang Qiang               | 18       | 18               |
| Francia       | Caroline Garcia          | 21       | 19               |
| Spagna        | Garbiñe Muguruza         | 17       | 20               |
| Estonia       | Anett Kontaveit          | 19       | 21               |
| Lettonia      | Jeļena Ostapenko         | 23       | 22               |
| Svizzera      | Belinda Bencic           | 20       | 23               |
| Spagna        | Carla Suárez Navarro     | 29       | 24               |
| Stati Uniti   | Danielle Collins         | 26       | 25               |
| Croazia       | Donna Vekić              | 25       | 26               |
| Taipei cinese | Hsieh Su-wei             | 27       | 27               |
| Ucraina       | Lesia Tsurenko           | 28       | 28               |
| Italia        | Camila Giorgi            | 31       | 29               |
| Romania       | Mihaela Buzărnescu       | 32       | 30               |
| Russia        | Anastasia Pavlyuchenkova | 33       | 31               |
| Stati Uniti   | Sofia Kenin              | 34       | 32               |

* Ranking al 18 marzo 2018.

** Teste di serie al 4 marzo 2018.

### Altre partecipanti
Le seguenti giocatrici hanno ricevuto una wild card per il tabellone principale:
- Olga Danilović
- Cori Gauff
- Caty McNally
- Mari Ōsaka
- Whitney Osuigwe
- Natal'ja Vichljanceva
- Wang Xinyu
- Wang Xiyu

La seguente giocatrice è entrata in tabellone grazie al ranking protetto:
- Anna-Lena Friedsam

Le seguenti giocatrici sono entrate nel tabellone principale passando dalle qualificazioni:

- Misaki Doi
- Viktorija Golubic
- Nao Hibino
- Dalila Jakupovič
- Kaia Kanepi
- Karolína Muchová
- Monica Niculescu
- Jessica Pegula
- Laura Siegemund
- Taylor Townsend
- Sachia Vickery
- Yanina Wickmayer

Le seguenti giocatrici sono entrate nel tabellone principale come lucky loser:
- Polona Hercog
- Kristýna Plíšková

### Ritiri
Prima del torneo
- Ekaterina Makarova → sostituita da  Sara Sorribes Tormo
- Maria Sharapova → sostituita da  Margarita Gasparyan
- Lesia Tsurenko → sostituita da  Polona Hercog
- Alison Van Uytvanck → sostituita da  Kristýna Plíšková

Durante il torneo
- Bianca Andreescu
- Serena Williams

## Punti
| Torneo              | V    | F   | SF  | QF  | 4T   | 3T   | 2T   | 1T   | Q    | Q2   | Q1   |
| Singolare maschile  | 1000 | 600 | 360 | 180 | 90   | 45   | 25*  | 10   | 16   | 8    | 0    |
| Doppio maschile     | 1000 | 600 | 360 | 180 | 90   | 0    | N.D. | N.D. | N.D. | N.D. | N.D. |
| Singolare femminile | 1000 | 650 | 390 | 215 | 120  | 65   | 35*  | 10   | 30   | 20   | 2    |
| Doppio femminile    | 1000 | 650 | 390 | 215 | N.D. | N.D. | 120  | 10   | N.D. | N.D. | N.D. |

* I giocatori con un bye ricevono i punti del primo turno.

## Montepremi
| Event               | V          | F        | SF       | QF       | 4T      | 3T      | 2T      | 1T      | Q2     | Q1     |
| Singolare maschile  | $1,354,010 | $686,000 | $354,000 | $182,000 | $91,205 | $48,775 | $26,430 | $16,425 | $6,790 | $3,395 |
| Singolare femminile | $1,354,010 | $686,000 | $354,000 | $182,000 | $91,205 | $48,775 | $26,430 | $16,425 | $6,790 | $3,395 |
| Doppio maschile     | $457,290   | $223,170 | $111,860 | $57,000  | N.D.    | N.D.    | $30,060 | $16,090 | N.D.   | N.D.   |
| Doppio femminile    | $457,290   | $223,170 | $111,860 | $57,000  | N.D.    | N.D.    | $30,060 | $16,090 | N.D.   | N.D.   |

## Campioni

### Singolare maschile
Roger Federer ha sconfitto in finale  John Isner con il punteggio di 6-1, 6-4.
- È il centounesimo titolo in carriera per Federer, il ventottesimo di categoria e quarto titolo a Miami e il secondo titolo stagionale.

### Singolare femminile
Ashleigh Barty ha battuto in finale  Karolína Plíšková con il punteggio di 7-6(1), 6-3.
- È il quarto titolo in carriera per Barty, il primo della stagione.

### Doppio maschile
Bob Bryan /  Mike Bryan hanno sconfitto in finale  Wesley Koolhof /  Stefanos Tsitsipas con il punteggio di 7-5, 7–6(8).

### Doppio femminile
Elise Mertens /  Aryna Sabalenka hanno sconfitto in finale  Samantha Stosur /  Zhang Shuai con il punteggio di 7–6(5), 6-2.